# Скви
Скви (Skweee) — музыкальный стиль, зародившийся в Швеции и Финляндии. Также иногда описывается как «синтетический фанк» или «конфликтующий R&B». Он сочетает в себе простые синтезаторные мелодии и басовые линии с ритмами фанка, R&B или соула. Треки, как правило, целиком инструментальные, хотя иногда используется вокодер. Название было придумано Даниелем Савио, одним из создателей нового звучания, который хотел «выжать» (англ. squeeze out) все возможные звуки из своего винтажного синтезатора.
Основными лейблами, издающими скви-музыку, являются шведский Flogsta Danshall и финский Harmönia. К ним присоединились Disques Mazout (Франция), Poisonous Gases (США), Losonofono (США), Donky Pitch (Британия) и Lo Fi Funk (Испания). Первопроходцы жанра предпочитали 7-дюймовые виниловые пластинки: ранние релизы были выпущены исключительно в этом формате. Однако позднее стали выходить 12-дюймовые грампластинки, цифровые релизы и сборники на компакт-дисках. Рост известности жанра продемонстрировали выпуск альбома Иро Йоханнеса на лейбле Planet Mu и скви-ремиксов для таких исполнителей, как La Roux, Литл Бутс и Леди Гага.

## Публикации
- Marcia, Dave. Inside Skweee (англ.). Clashmusic.com (16 сентября 2008). Дата обращения: 11 декабря 2011. Архивировано 17 мая 2012 года.
- McDonnell, John. Scene and heard: Skweee (англ.). guardian.co.uk (7 апреля 2009). Дата обращения: 11 декабря 2011. Архивировано 17 мая 2012 года.
- Marchese, David. Skweee’s Play (англ.) // Spin. — April 2009. — P. 30.